# Barthélemy d’Herbelot de Molainville

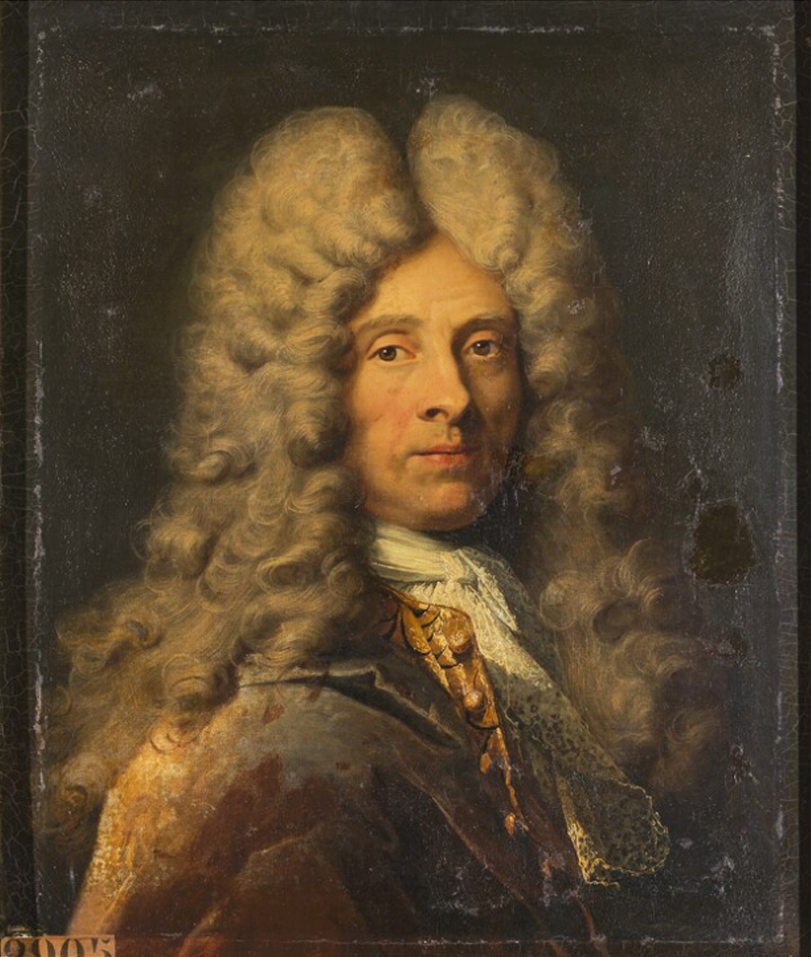
Barthélemy d’Herbelot de Molainville (1625–1695)

Barthélemy d’Herbelot de Molainville (* 14. Dezember 1625 in Paris; † 8. Dezember 1695) war ein französischer Orientalist.

## Leben
Er wurde an der Universität Paris ausgebildet, widmete sich dem Studium der orientalischen Sprachen und reiste nach Abschluss des Studiums nach Italien, um seine Sprachkenntnisse in den Häfen Italiens, die von vielen Reisenden aus dem Orient aufgesucht wurden, zu vervollkommnen. In Italien lernte er den niederländischen Humanisten Holstenius und den griechischen Theologen und Sprachwissenschaftler Leo Allacci kennen.
Nach eineinhalb Jahren kehrte er nach Frankreich zurück, wo er in die Dienste von Fouquet, dem Finanzminister Ludwigs XIV. trat, der ihm eine Pension von 1500 Livres zahlte. Nachdem Fouquet 1661 entmachtet worden war, kam er in den Dienst des Königs als Sekretär und Dolmetscher für orientalischen Sprachen.

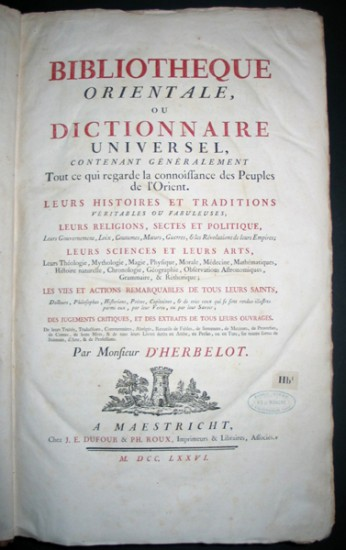

Einige Jahre später besuchte er wieder Italien, wo ihm der Großherzog der Toskana Ferdinando II. de’ Medici eine Vielzahl wertvoller orientalischer Manuskripte schenkte und sich bemühte, ihn an seinem Hof zu halten. Herbelot wurde jedoch durch Colbert nach Frankreich zurückbeordert, wo er vom König eine Rente erhielt, die der, die er nach Fouquets Entmachtung verloren hatte, entsprach. 1692 wurde er Professor am Collège Royal, wo er einen Lehrstuhl für Syrisch bekleidete. Er starb in Paris am 8. Dezember 1695.

## Werk
Sein großes Werk ist die Bibliothèque orientale oder Dictionnaire universel contenant tout ce qui regarde la Connoissance des peuples de l’Orient, an der er fast sein ganzes Leben lang gearbeitet hatte, und die 1697 von Antoine Galland fertiggestellt wurde. Das Werk stützt sich auf die arabische Bibliographie Kashf al-Zunun von Hadji Khalfa (Katip Çelebi), d. h., es ist in großen Teilen eine bearbeitete Übersetzung des arabischen Textes, verarbeitet allerdings auch eine Vielzahl von anderen arabischen und türkischen Quellen. Die Bibliothèque wurde in Maastricht (fol. 1776) neu aufgelegt sowie in Den Haag (4 Bde., quarto, 1777–1799). Eine popularisierte Ausgabe in 6 Oktav-Bänden wurde 1781–83 in Paris herausgebracht. Von den vier Ausgaben ist die „beste“ die vierbändige 4. Ausgabe im Quartformat, erschienen in Den Haag. Eine deutsche Übersetzung erschien unter dem Titel Orientalische Bibliothek oder Universalwörterbuch, welches alles enthält, was zur Kenntnis des Orients nothwendig ist (Halle: Johann Jacob Gebauer, 1785–90, vier Bände).